# Ingemar Jernberg
Ingemar Jernberg (ur. 28 listopada 1950 w Göteborgu) – szwedzki lekkoatleta, specjalizujący się w skoku o tyczce. Dwukrotny uczestnik letnich igrzysk olimpijskich (Monachium 1972, Montreal 1976).

## Sukcesy sportowe
- Monachium 1972 – letnie igrzyska olimpijskie – 9. miejsce w skoku o tyczce
- mistrz Szwecji w skoku o tyczce (1976)[1]

## Rekordy życiowe
- skok o tyczce
  - stadion: 5,36 (El Paso 1976)